# Schanna Kadyrowa

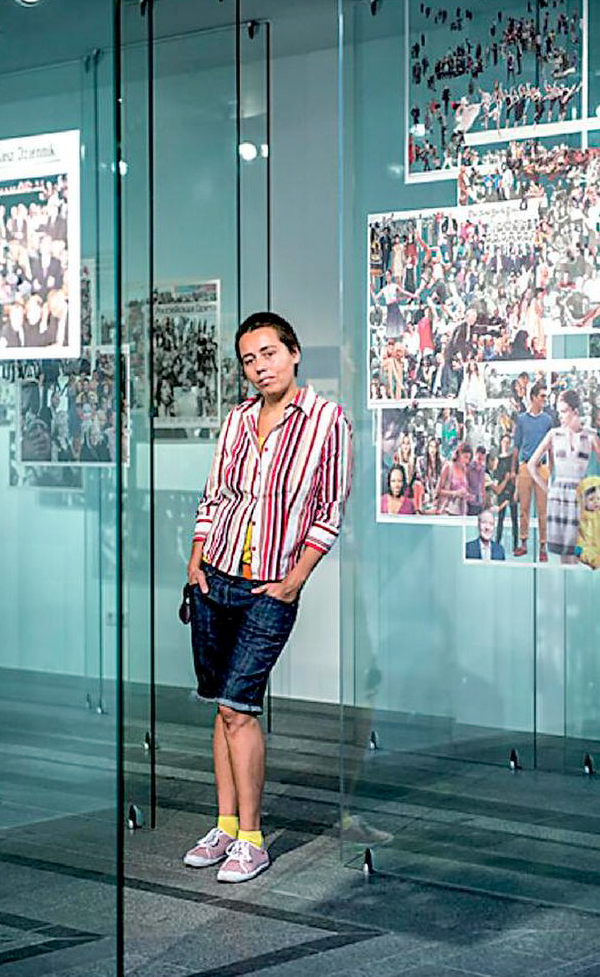
Schanna Kadyrowa im Jahr 2012

Schanna Elfatiwna Kadyrowa (ukrainisch Жанна Ельфатівна Кадирова, wiss. Transliteration Žanna Elʹfativna Kadyrova; * 1981 in Browary, Ukraine) ist eine ukrainische Künstlerin und Bildhauerin.

## Leben und Werk

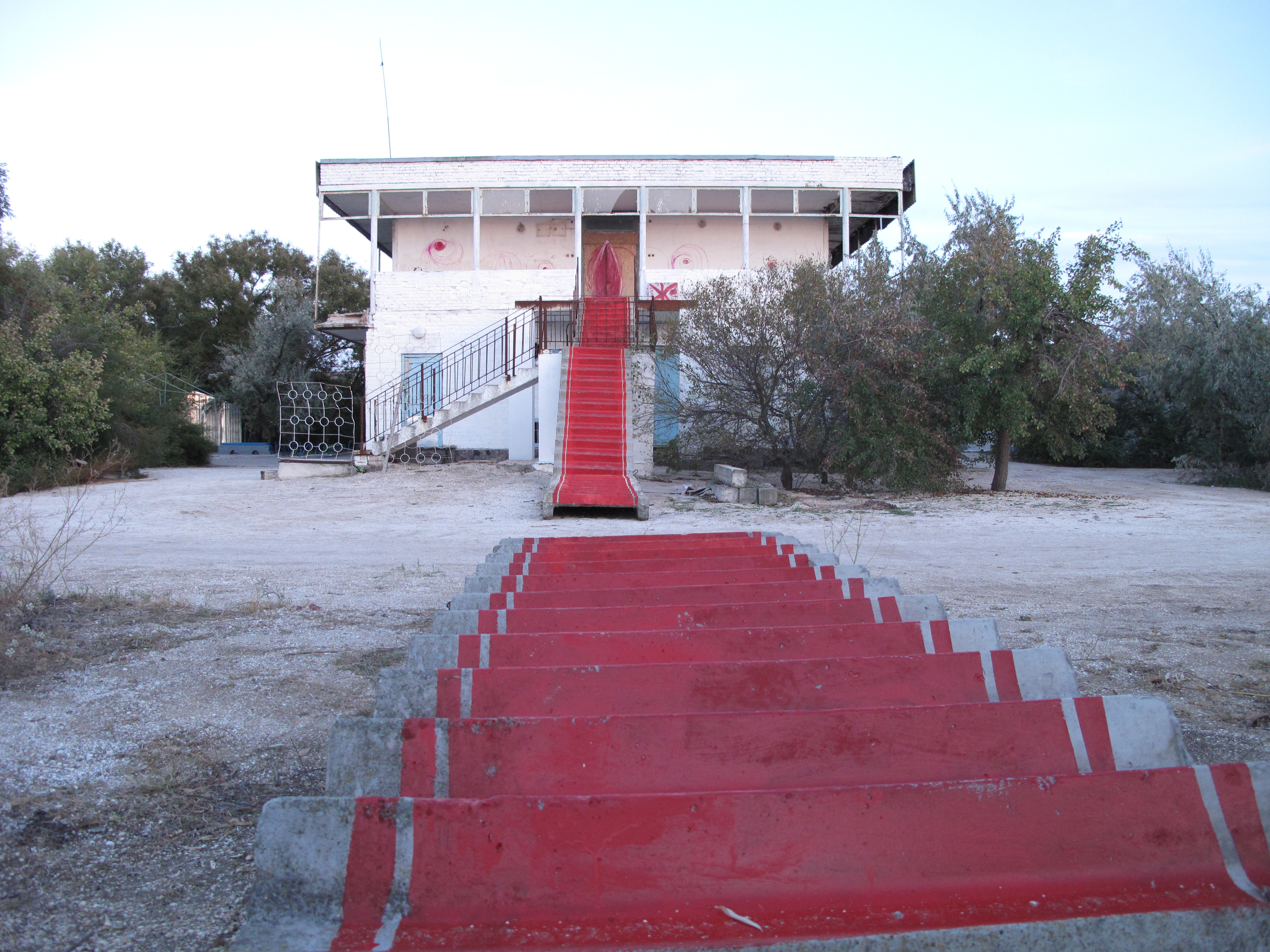
Schanna Kadyrowa: „Roter Teppich“. Installation 2013

Kadyrowa schloss ihr Studium im Jahr 1999 an der Bildhauerabteilung der Taras Shevchenko State Art High School und der Nationalen Akademie der Bildenden Künste und Architektur in Kiew ab. Sie ist Mitglied der Gruppe REP (Revolution Experimental Space), die 2004 in der Ukraine während der Orangen Revolution gegründet wurde. Weitere Mitglieder der Gruppe sind: Anatolij Below, Ksenija Hnylyzka, Nikita Kadan, Wolodymyr Kusnezow, Lada Nakonetschna und Lesja Chomenko. In seiner künstlerischen Praxis greift REP eine Reihe von Themen auf, die symptomatisch für den aktuellen Zustand der ukrainischen Gesellschaft sind, und stellt sie in eine globale Perspektive.
Kadyrowa arbeitet mit verschiedenen Medien wie Fotografie, Malerei, Zeichnung, Video und Performance, wobei insbesondere ihre Mosaikskulpturen sie weltweit bekannt machten. Kadyrowa hatte bis zum Jahr 2020 mindestens 12 Einzelausstellungen und 66 Gruppenausstellungen. Ihre Werke befinden sich im PinchukArtCentre in Kiew und im Muzeum Sztuki Nowoczesnej w Warszawie in Warschau.

## Ausstellungen (Auswahl)

### Biennalen
- 2013: 55. Biennale di Venezia
- 2014: Biennale von São Paulo[5]
- 2015: 56. Biennale di Venezia
- 2015: Kiew Biennale, Kiew
- 2017: 5. Odessa biennale Turbulence, Odessa
- 2019: 58. Biennale di Venezia

### Einzelausstellungen
- 2006: Galerie „Regina“, Moskau
- 2014: Galerie Škuc, Ljubljana
- 2015: Kunstraum Innsbruck, Innsbruck, Österreich
- 2017: Art Monte Carlo fair, Monte Carlo, Monaco
- 2018: Pulse Miami, Florida
- 2018: Kyiv Art Week, Kiew
- 2019: Galleria Continua, Les Moulins, Frankreich
- 2019: Zahorian & Van Espen gallery, FOAF Prague, Tschechien
- 2019: Villa Pacchiani Centro Espositivo, Santa Croce sull'Arno, Pisa, Italien
- 2019: GALLERIA CONTINUA, Havanna, Kuba
- 2020: Invogue gallery, Odessa
- 2020: Galleria MACCA, Cagliari, Italien
- 2020: Armory Show, New York City
- 2023: A First Retrospective. Kunstverein Hannover

### Gruppenausstellungen
- 2006: Modus R: Russian Formalism Today, Newton Building, Miami
- 2010:  Tape It, OUI Centre for Contemporary Art, Grenoble[6]
- 2021: Galleria Continua, Rom
- 2021: Villa e Collezione Panza, Varese, Italien
- 2021: Ichihara Art x Mix 2020, Ichihara, Chiba, Japan
- 2021: Museo Diocesano e Cripta di San Rufino, Assisi, Italien
- 2022: Voorlinden museum, Wassenaar, Niederlande

## Auszeichnungen
- 2011: PinchukArtCentre Prize
- 2012: Grand Prix – Kyiv Sculpture Project
- 2012: Kazimir Malevich Artist Award
- 2012: Sergey Kuryokhin Modern Art Award (Public Art)
- 2013: PinchukArtCentre Prize
- 2014: Special Prize – Future Generation Art Prize[7]
- 2018: Miami Pulse Prize
- 2019: „Women in Art“-Award, UN-Frauenbüro in der Ukraine[8]
- 2025: Taras-Schewtschenko-Preis[9]